# Pereskia
Pereskia Mill., 1754 è un genere di piante succulente della famiglia delle Cactaceae diffuso in America meridionale.
Il nome del genere ricorda il naturalista francese Nicolas-Claude Fabri de Peiresc (1580 – 1637). Le specie appartenenti a questo genere sono solitamente identificate anche come viti di limone, cacuts rosa o cactus foglia (quest'ultima definizione può riferirsi anche all'Epiphyllum).
Pereskia è uno dei più importanti tra i generi delle cactacee, cioè quello che si interpone, dal punto di vista morfologico, tra le piante con foglie e le piante succulente. Anche dal punto di vista fotosintetico, presentano alcune particolarità. Le piante appartenenti a questa sottofamiglia infatti producono sostanze organiche tramite fotosintesi CAM dal fusto, mentre le foglie presentano un metabolismo C3.

## Descrizione
Piante perenni e arborescenti, le Pereskia hanno fusti legnosi e sottili che si riempiono di spine col passare del tempo; sono di piccola taglia oppure possono assumere l'aspetto di un rampicante usando appunto le spine come aggancio.
Questo genere di pianta ha foglie caduche (che cadono d'inverno) e quindi non persistenti, scure, ovali e lanceolate, alternate, piatte e coriacee, che cadono durante l'inverno; le areole sono composte da circa una trentina di spine che possono arrivare a misurare anche 8 cm e i fiori, peduncolati e profumati, hanno petali espansi di diversi colori spesso riuniti in gruppo, che in autunno lasciano il posto a bacche di piccole dimensioni di colore giallastro che possono essere commestibili.

## Tassonomia
In passato il genere Pereskia comprendeva un alto numero di specie. Uno studio filogenetico pubblicato nel 2006 evidenziò che il genere così ampiamente definito risultava polifiletico e al suo interno potevano essere distinti tre differenti cladi, definiti, in base alla loro distribuzione geografica, come ‘Andean’, ‘southern South American (SSA)’ e ‘Northern’. Sulla base di tali risultanze furono creati il genere Leuenbergeria (corrispondente al clade ‘Northern’) e il genere  Rhodocactus (corrispondente al clade ‘SSA’), cosicché attualmente il genere Pereskia sensu stricto comprende esclusivamente il clade ‘Andean’ che include le seguenti specie:
- Pereskia aculeata Mill.
- Pereskia diaz-romeroana Cárdenas
- Pereskia horrida DC.
- Pereskia weberiana K.Schum.

### Sinonimi obsoleti
- Pereskia aureiflora = Leuenbergeria aureiflora (F.Ritter) Lodé
- Pereskia bahiensis = Rhodocactus bahiensis (Gürke) I.Asai & K.Miyata
- Pereskia bleo = Leuenbergeria bleo (Kunth) Lodé
- Pereskia colombiana = Leuenbergeria guamacho (F.A.C.Weber) Lodé
- Pereskia corrugata = Leuenbergeria bleo (Kunth) Lodé
- Pereskia cubensis = Leuenbergeria zinniiflora (DC.) Lodé
- Pereskia grandifolia = Rhodocactus grandifolius (Haw.) F.M.Knuth
- Pereskia guamacho = Leuenbergeria guamacho (F.A.C.Weber) Lodé
- Pereskia lychnidiflora = Leuenbergeria lychnidiflora (DC.) Lodé
- Pereskia marcanoi Leuenbergeria marcanoi (Areces) Lodé
- Pereskia nemorosa = Rhodocactus nemorosus (Rojas Acosta) I.Asai & K.Miyata
- Pereskia portulacifolia = Leuenbergeria portulacifolia (L.) Lodé
- Pereskia quisqueyana = Leuenbergeria quisqueyana (Alain) Lodé
- Pereskia sacharosa = Rhodocactus sacharosa (Griseb.) Backeb.
- Pereskia stenantha = Rhodocactus stenanthus (F.Ritter) I.Asai & K.Miyata
- Pereskia ziniiflora = Leuenbergeria zinniiflora (DC.) Lodé

## Coltivazione
La coltivazione delle Pereskia richiede un ottimo drenaggio composto da terra molto ben concimata e da una buona parte di sabbia. Questa pianta ha bisogno di molta luminosità; gradisce il sole solo nel periodo primaverile e autunnale ma non il sole diretto della stagione calda
Le annaffiature dovranno essere regolari durante la stagione da marzo a ottobre, ma andranno sospese durante l'inverno. La Pereskia può resistere in inverno anche fino a una temperatura di 0 °C, perciò la si può trovare coltivata all'aperto nei climi miti.
La riproduzione può avvenire per talea in estate e per seme in primavera. La talea si metterà a radicare in sabbia pura, mentre il seme verrà messo a dimora in sabbia mantenuta umida e ombreggiata a una temperatura di circa 24 °C.